# Lednica
Lednica is een Slowaakse gemeente in de regio Trenčín, en maakt deel uit van het district Púchov.
Lednica telt 1.013 inwoners.